# Нуну Баррету
Нуну Баррету (порт. Nuno Barreto, 29 квітня 1972) — португальський яхтсмен.
Учасник Олімпійських Ігор 1996, 2000, 2004 років.